# Forêts pluviales tempérées valdiviennes / Îles Juan-Fernandez
Les forêts pluviales tempérées valdiviennes / îles Juan-Fernandez regroupent deux écorégions terrestres chiliennes : les forêts tempérées valdiviennes et les forêts tempérées des îles Juan Fernandez.
Ces forêts forment une région écologique identifiée par le Fonds mondial pour la nature (WWF) comme faisant partie de la liste « Global 200 », c'est-à-dire considérée comme exceptionnelle au niveau biologique et prioritaire en matière de conservation.